# Riedijkspoort
De Riedijkspoort was een stadspoort op de Riedijk in de Zuid-Hollandse stad  Dordrecht als onderdeel van de vestingwerken. De poort stond aan de noordoostkant van de stad aan de huidige Merwekade, waar zich tegenwoordig een waterbusstation bevindt.

## Naam en situering
De Riedijkspoort stond aan het einde van de Riedijk. Vanaf de 16e eeuw is er in de bronnen sprake van een "poert (...) opden riedijck" (1501), later "Ryedyck poort" (1522) en "riedicxe poort" (1572) genoemd. De naam Riedijk verwijst ongetwijfeld naar riet, mogelijk naar de rietgorzen die de voet van de dijk groeiden of naar het riet waarmee de dijken bekleed werden. De oudste vermeldingen uit de middeleeuwen luidden altijd Riedijk of een variant daarvan. Vanaf de 16e eeuw kwam geleidelijk de spelling met een -t- (Rietdijck, Ryedtdyxse poorte) in zwang, die tot in 19e eeuw standhield. In de loop van de 19e eeuw is de middeleeuwse schrijfwijze in ere hersteld en sindsdien wordt in publicaties over Dordrecht vrijwel altijd de spelling Riedijkspoort gebruikt.
De eerste Riedijkspoort stond mogelijk op een andere plaats, iets meer naar het midden van de Riedijk. Bij de middeleeuwse vermeldingen van een poort op de Riedijk is het niet altijd duidelijk wat er bedoeld wordt. Zo stond er ook een Floorenpoorthuis op de Riedijk, die meestal wordt beschouwd als een voorloper van het Melkpoortje. Nadat de oude poort in 1579 was afgebroken, werd er na 1589 een nieuwe Riedijkspoort gebouwd naar een ontwerp van de stadsarchitect Adriaan Jansz. van Duynen. Het beeldhouwwerk werd uitgevoerd door Wouter Jansz. van Duynen. De rijkversierde gevel in maniëristische stijl aan de stadszijde met zijn metselmozaïeken en pilasters rond de vensters was het voorbeeld voor deftige woonhuizen, zoals Voorstraat 17. Aan de rivierzijde bevond zich een representatieve voorpoort met het Dordtse stadswapen, die vergezeld ging van een stadsherberg. De poort had een uurwerk met een slaande klok uit 1608. Pas in 1639 werd de poort als voltooid beschouwd. In 1694 werd de klokkentoren van de poort verbouwd. Buiten de poort stond een schuitenvoerdershuisje voor veerlui en passagiers van het Papendrechtse veer. In 1833 werd de sterk vervallen poort afgebroken.
Stadsschilder Johannes Rutten (1809-1884) maakte meerdere aquarellen en schilderijen van de poort. Ook schilders als Aelbert Cuyp en Aart Schouman legden de poort en haar omgeving vast in hun werken.

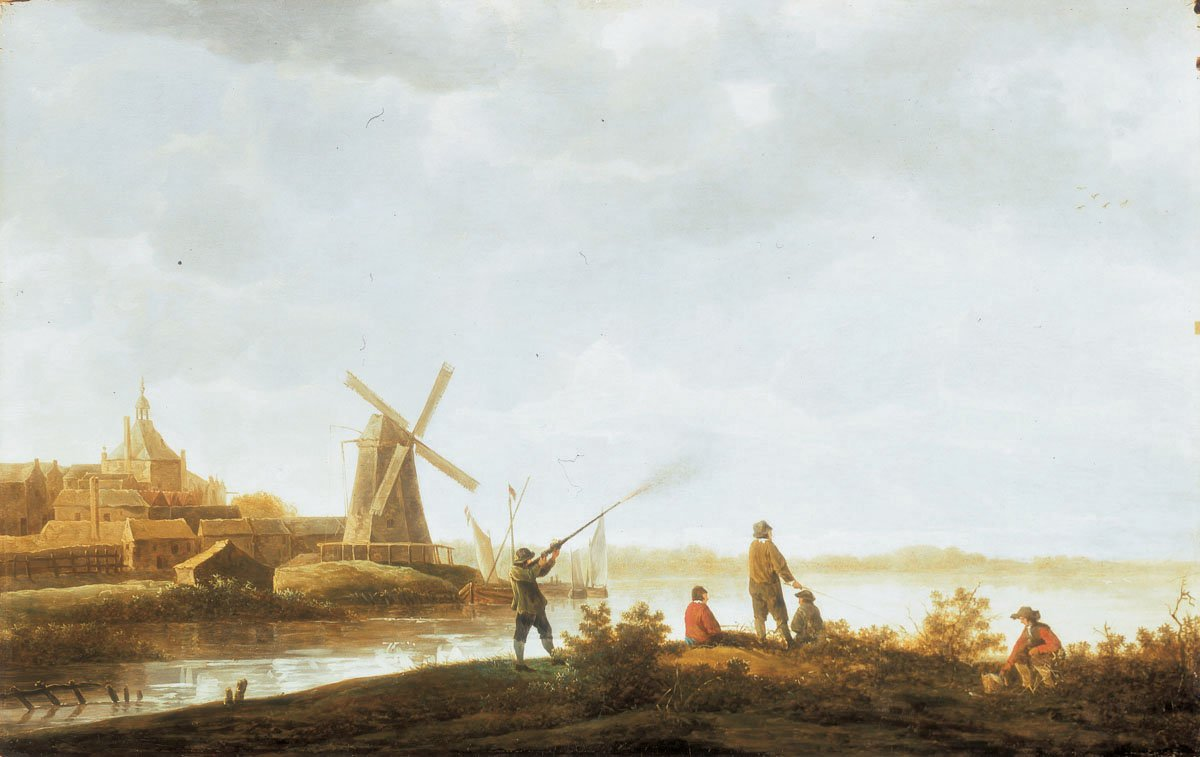
Aelbert Cuyp, Riviergezicht met de Riedijkspoort
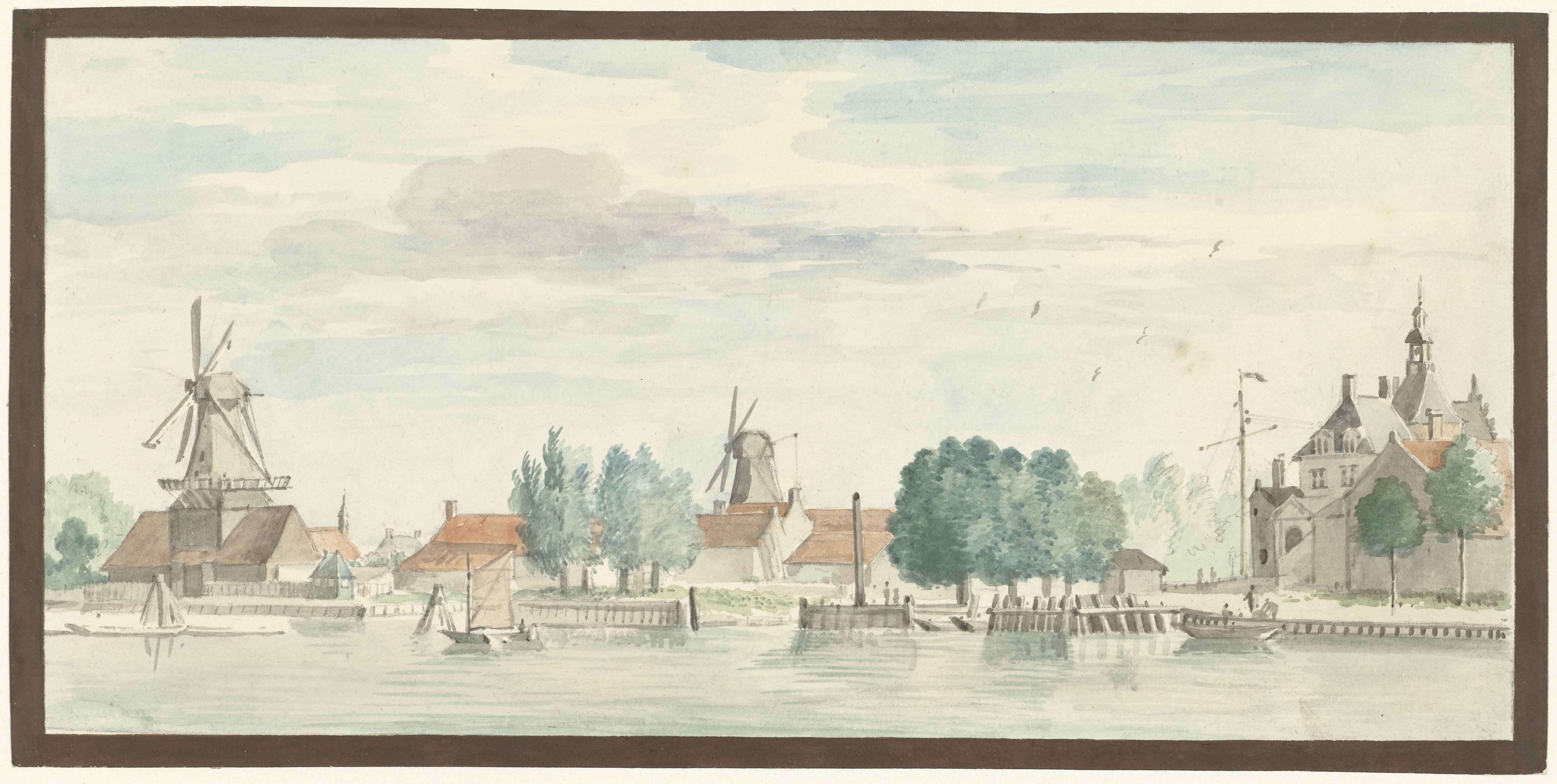
Aart Schouman, Gezicht op Dordrecht met de Riedijkspoort en windmolens, 1744, Rijksmuseum Amsterdam
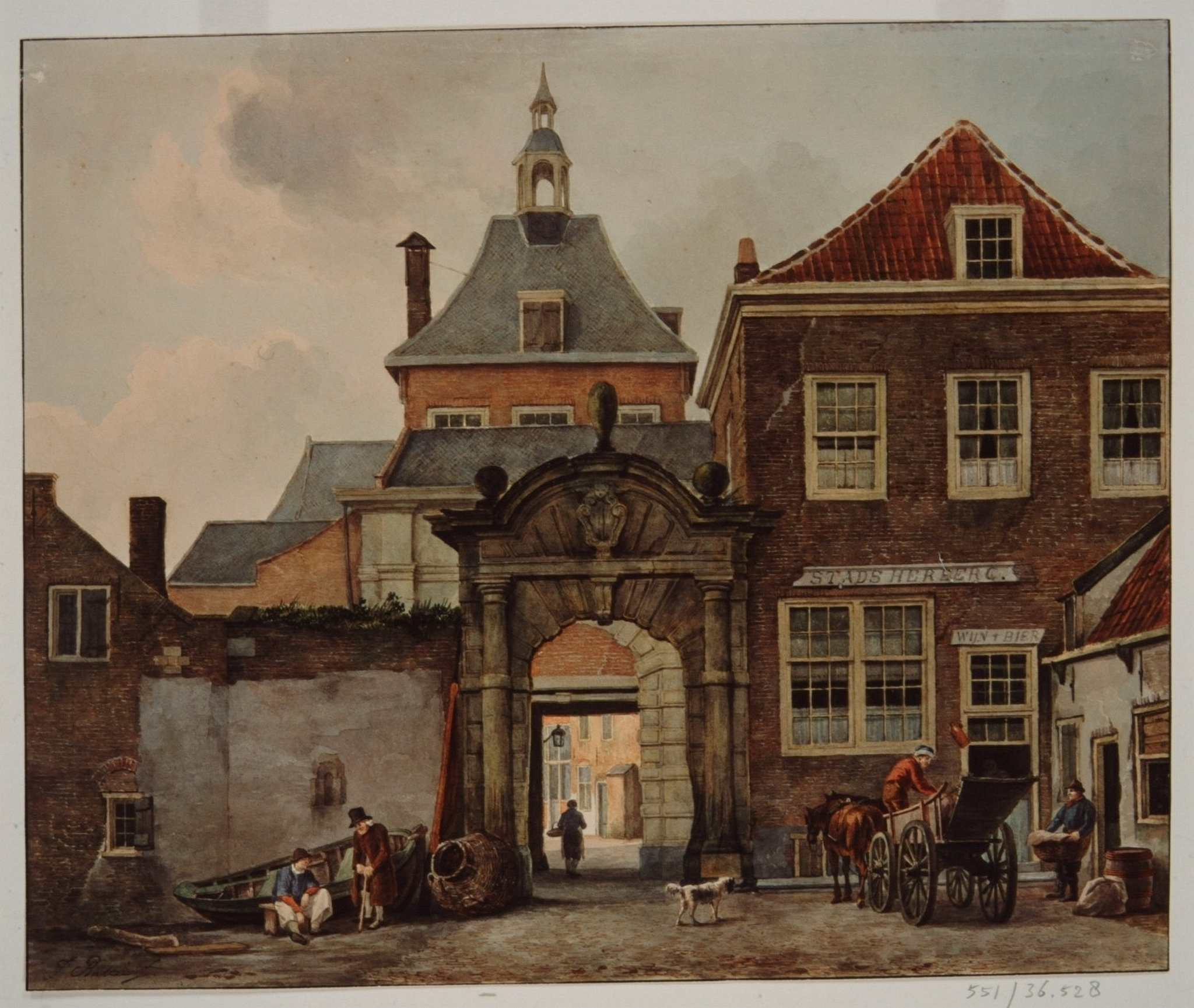
Johannes Rutten, Riedijkspoort aan de rivierzijde, ca. 1832

## Geschiedenis
Na voltooiing nam de poort veel druk weg bij de andere twee waterkadepoorten, de Vuilpoort en Groothoofdspoort. Hier was eeuwenlang een veerverbinding met het dorp Papendrecht.
Het is aan deze poort te danken dat de stad Dordrecht en haar inwoners aan hun bijnaam "Schapenkoppen" zijn gekomen. Volgens een 17e-eeuwse sage gingen er twee Dordtenaren stropen in de Albrandswaard, waarna ze wilden voorkomen dat ze bij de Riedijkspoort belasting moesten betalen over hun gevangen schaap. Ze kleedden het schaap aan met een hoed en lange jas en lieten het beest tussen hen in hangen. Zo leek het of de twee een dronken persoon binnenbrachten. Het schaap begon echter te blaten, waardoor de opzet mislukte.
Rondom de poort bevond zich een bruisende buurt met veel kroegen, tavernes en bordelen. Dit was omdat schippers bij laag water niet konden uitvaren en hun vertier dichtbij zochten. Op 19 januari 1795 trokken Franse soldaten via de Riedijkspoort de stad Dordrecht binnen. Deze Franse overheersing zou 18 jaar duren. Vlak voor hun vertrek namen de Fransen de poort en het naburige Melkpoortje vanaf de Papendrechtse kant onder vuur. Een dag later, op 23 november 1813, vertrokken de Fransen voorgoed uit de stad.
Na de afbraak van poort in 1833 zou het tot 1866 duren totdat er ook gestopt werd met accijnzen en belastingen heffen op deze plek. 

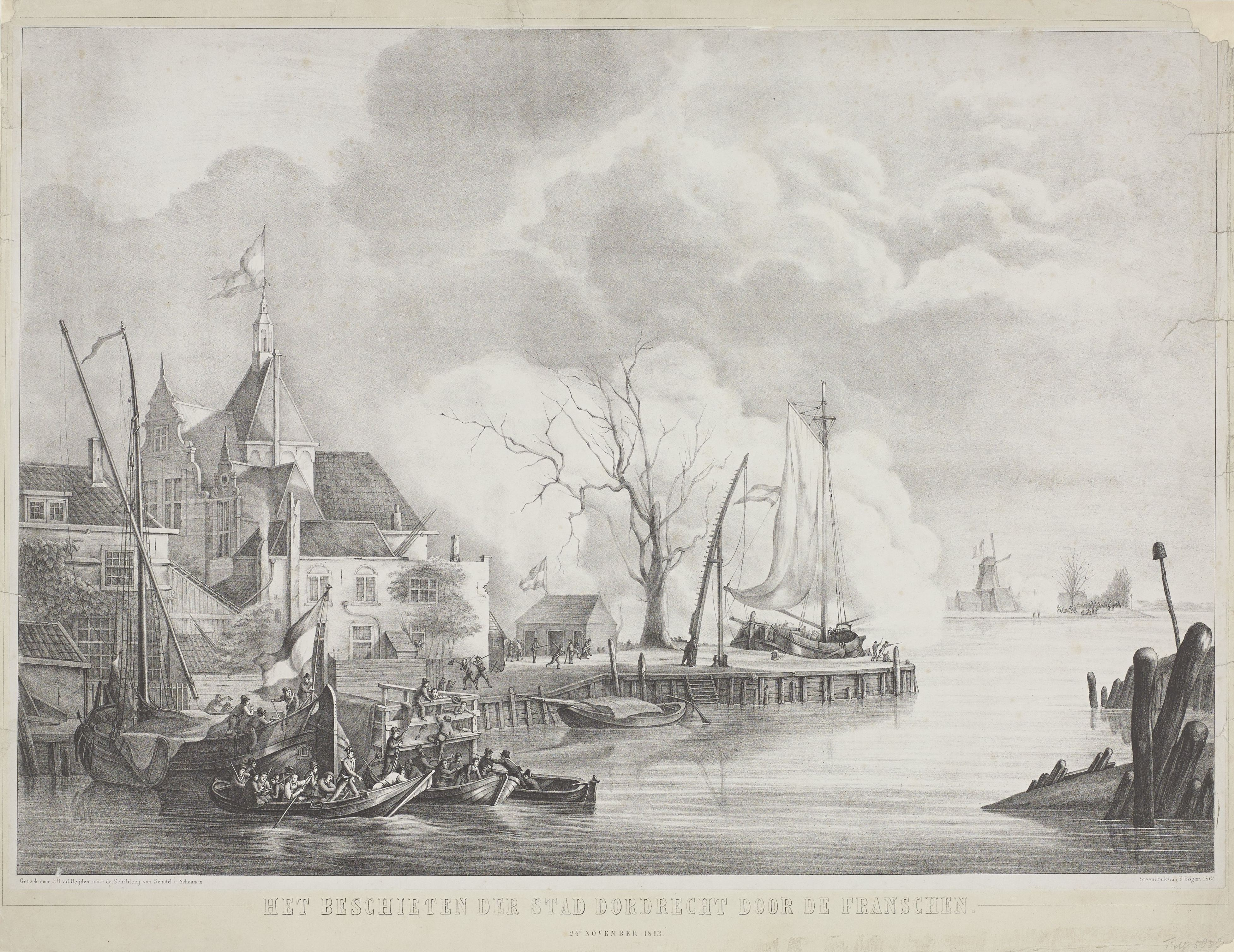
prent naar Martinus Schouman en J.C. Schotel, Het beschieten van de stad Dordrecht door de Fransen op 24 November 1813
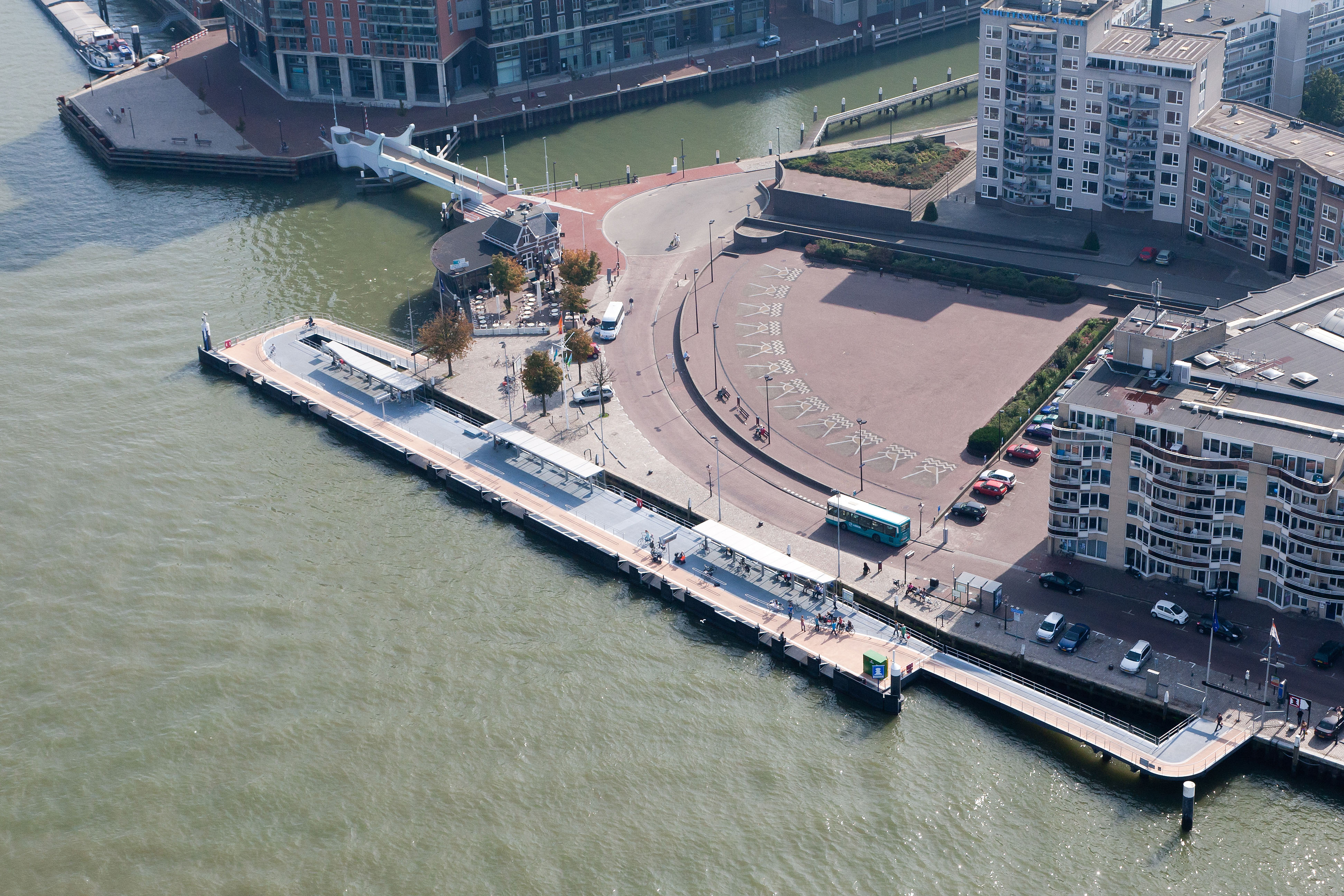
Waterbushalte aan de Merwekade in 2010 op de voormalige locatie van de Riedijkspoort.